# 珠宝模具
珠宝模具，是珠宝加工制造过程中所用的模具，加工珠宝模具的过程也称为珠宝制版。珠宝加工厂及珠宝公司只有根据模具才能加工成品。

## 珠宝模具的分类
根据材质不同，可以分为蜡模、胶模、铜版等。部分厂家也提供金模，这样珠宝公司可以拿这个模型生产出成品，方便向终端用户展示成品效果。根据用途还可以分为加工模具和样版。

## 珠宝模具的加工过程
- 首先从珠宝设计师得到设计图，珠宝制版厂加工出蜡模；部分厂家也可以通过外购得到蜡模。
- 由蜡模经人工加工，得到不同材质的样版，主要材质为铜、银和金。
- 将样版放预定大的塑胶方块中，通过压力挤压的方式，生产出胶模。胶模是珠宝制版厂家主要销售产品。

珠宝公司通常得到这个胶模，使用特定的蜡(蜡有不同类型，熔点各不相同)做出自己用的蜡模。珠宝公司不直接采购蜡模是因为蜡模不便于运输，极易坏。
1. 参照包装说明上的说明，调节温度，在锅炉里熔融蜡。
2. 使用注射器，把蜡液注射到胶模当中。
3. 等待冷却，依据蜡的类型不同，冷却也不相同。
4. 完全冷却后，就可以从胶模当中取出蜡模了。

## 珠宝模具行业的现状
在国际上，大多数珠宝公司都是通过外购珠宝模具来生产自有品牌的珠宝首饰产品。但由于珠宝模具厂家不面向大众，这个行业通常都隐藏在背后。
珠宝制版厂在全球都有分布，如3Dbull、E-Jewelry Model Design，但性价比较高的厂家大多集中在中国和东南亚。

## 参看
- 珠宝
- 珠宝设计